# Nagy Magyarország
A Nagy Magyarország egy látványos, ismeretterjesztő történelmi magazin, amely 2009. június 4. óta jelenik meg. Erdélyben terjesztett változata az Erdélyország.

## A magazin szerkesztési elvei
A lap neve nem valami nosztalgiázó, hajdanvolt dicsőségünket sirató kiadványra utal, hanem a szerkesztők elszántságára, hogy minél több olvasót döbbentsenek rá arra a nyelvi, kulturális és sorsközösségre, amely a Kárpát-medence magyarjai között szétszakíthatatlanul fennáll – függetlenül attól, hogy a határ melyik oldalára kerültek. A magazin mottója: "Minden, ami a Kárpát-medencében történt".
A Nagy Magyarország vállaltan konzervatív felfogású, magyarságközpontú történelmi magazin. A szerkesztők egyik fontos törekvése, hogy a marxista történetírás máig tartó hatásaitól mentesen, belbecs és külcsín tekintetében is színvonalasan, korrektül tájékoztassa a lap a Magyarország történelme iránt érdeklődőket. A szerzők között szép számban tűnnek fel fiatal történészek, de jelentek már meg cikkek például Arday Lajos, Erdélyi István, Gergely Jenő, Popély Gyula, Szakály Sándor tollából is. A magazin kiadója a Kárpátia Stúdió.